# غزو يوغسلافيا
بدأ الغزو بهجوم جوي ساحق على بلغراد وعلى منشآت تابعة للقوات الجوية الملكية اليوغسلافية (في في كي جاي) نفذته القوات الجوية الألمانية (لوفتفافه)، وبهجمات من القوات البرية الألمانية من جنوب غرب بلغاريا. أعقب هذه الهجمات زحف للقوات الألمانية من رومانيا والمجر وأوستمارك. اقتصرت مشاركة القوات الإيطالية على الهجمات الجوية والمدفعية حتى 11 أبريل، عندما هجم الجيش الإيطالي باتجاه ليوبليانا (حاليًا سلوفينيا) وعبر إستريا وليكا وأسفل ساحل دالماسيا. في نفس اليوم، دخلت القوات المجرية باسكا اليوغسلافية وبارانيا، لكنهم مثل الإيطاليين لم يواجهوا أي مقاومة عمليًا. حقق الهجوم اليوغسلافي على الأجزاء الشمالية من المملكة الألبانية نجاحًا أوليًا، لكنه كان غير هام بسبب انهيار بقية القوات اليوغسلافية.
اقترح الباحثون العديد من النظريات حول الانهيار المفاجئ للجيش اليوغسلافي الملكي، وتتضمن تلك النظريات سوء التدريب والمعدات، وتوق الجنرالات إلى ضمان وقف سريع للأعمال العدائية، والطابور الخامس الكبير للقوميين الكرواتيين. انتهى الغزو عندما وُقّعت الهدنة في 17 أبريل من عام 1941، والتي نصت على الاستسلام غير المشروط للجيش اليوغسلافي، ودخلت حيز التنفيذ في ظهر يوم 18 أبريل. احتلت قوى المحور يوغسلافيا وقسمتها. ضُمت بعض مناطق يوغسلافيا من قبل دول المحور المجاورة، وظلت بعض المناطق محتلة، وفي مناطق أخرى أُنشئت دول دمية تابعة للمحور مثل دولة كرواتيا المستقلة في أثناء الغزو في 10 أبريل. إلى جانب الغزو الإيطالي المتوقف لليونان في 28 أكتوبر من عام 1940، والغزو الذي قادته ألمانيا لليونان (عملية ماريتا) وغزو كريت (عملية ميركور)، كان غزو يوغسلافيا جزءًا من حملة البلقان الألمانية.
كان غزو يوغسلافيا، المعروف أيضًا بحرب أبريل أو العملية 25، هجومًا بقيادة ألمانية على مملكة يوغسلافيا من قِبل قوى المحور، بدأ في 6 أبريل عام 1941 خلال الحرب العالمية الثانية. قُدم أمر الغزو في «توجيه الفوهرر رقم 25»، الذي أصدره أدولف هتلر في 27 مارس 1941، عقب الانقلاب اليوغسلافي.

## خلفية
في أكتوبر من عام 1940، هاجمت إيطاليا الفاشية مملكة اليونان، ولكنها أُجبرت على التراجع إلى ألبانيا. أدرك الدكتاتور الألماني أدولف هتلر الحاجة إلى مساعدة حليفه، الدكتاتور الإيطالي بينيتو موسوليني. لم تكن مساعدة هتلر إيطاليا لاستعادة نفوذ المحور المتناقص فقط، بل أيضًا لمنع بريطانيا من قصف حقول النفط الرومانية في مدينة بلويشت التي زودت ألمانيا النازية بمعظم نفطها.
في عام 1940 وأوائل عام 1941، وافقت كل من هنغاريا ورومانيا وبلغاريا على الانضمام إلى الاتفاق الثلاثي، وبالتالي الانضمام إلى المحور. ضغط هتلر بعد ذلك على يوغسلافيا بهدف الانضمام أيضًا. خضع وصي العرش، الأمير بول، لهذا الضغط، وأعلن انضمام يوغسلافيا إلى الاتفاق في 25 مارس من عام 1941. لم تحظَ هذه الخطوة بشعبية كبيرة عند هيئة ضباط الجيش التي يهيمن عليها الصرب من الجيش وعند البعض من شرائح الشعب: جزء كبير من السكان الصرب، وأيضًا الليبراليين والشيوعيين. انقلب ضباط عسكريون (معظمهم من الصرب) في 27 مارس من عام 1941، وأجبروا وصي العرش على الاستقالة، بينما أُعلن بيتر الثاني ملكًا، رغم أنه لم يبلغ سوى 17 عامًا.

## التحضير
عند وصول أخبار الانقلاب في يوغسلافيا، اتصل هتلر بمستشاريه العسكريين في برلين في 27 مارس. في نفس اليوم الذي حدث فيه الانقلاب، أصدر التوجيهات رقم 25 للفوهرر، ودعا فيها إلى معاملة يوغسلافيا بصفتها دولة معادية. اعتبر هتلر الانقلاب إهانة شخصية، وكان غاضبًا لدرجة أنه كان مصمم، على حد تعبيره، «على تدمير يوغسلافيا عسكريًا وبصفتها دولة»، وأن يفعل ذلك «مع قسوة عديمة الرحمة» و«دون انتظار إعلانات محتملة للولاء من الحكومة الجديدة».
انضمت المجر إلى الاتفاق الثلاثي في 20 نوفمبر من عام 1940. في 12 ديسمبر، أبرمت أيضًا معاهدة مع مملكة يوغسلافيا تدعو إلى «سلام دائم وصداقة أبدية». انقسمت القيادة المجرية بعد وصول التوجيهات الألمانية رقم 25 بالحرب في 27 مارس من عام 1941. فضّل وصي العرش ميكلوش هورتي والجيش المشاركةَ في غزو يوغسلافيا، وحشدوا القوات في اليوم التالي. سعى رئيس الوزراء بابلو تيليكي إلى منع القوات الألمانية من المرور عبر المجر، وأشار إلى أن معاهدة السلام مع يوغسلافيا تمنع التعاون مع الألمان.
في 1 أبريل أعادت يوغسلافيا تسمية قيادة الهجمات الخاصة بها باسم قيادة تشيتنيك، على اسم قوات حرب العصابات الصربية من الحرب العالمية الأولى التي قاومت قوى المركز. كان الهدف من هذا الأمر قيادة حرب عصابات في حال احتُلت البلاد. نُقلت مقراتها من نوفي ساد إلى كراليفو في جنوب وسط صربيا في 1 أبريل.
في 2 أبريل، بعد استدعاء السفير الألماني «لإجراء محادثات»، طُلب من موظفي السفارة الباقيين مغادرة العاصمة وتحذير سفارات الأمم الصديقة للإخلاء بالمثل. أرسل هذا الإجراء الرسالة الواضحة بأنه سيجري احتلال يوغسلافيا.
في 3 أبريل، أصدر هتلر توجيه الحرب رقم 26 مُفصلا خطة الهجوم وهيكلية قيادة الغزو بالإضافة إلى وعد المجر بمكاسب إقليمية. قتل تيليكي نفسه في نفس اليوم. أعلمَ هورتي، ساعيًا إلى تسوية، هتلر ذاك المساء أن المجر ستلتزم بالمعاهدة طالما أن كرواتيا ويوغسلافيا لا يعلنان استقلالهما. وهذا ما حدث، إذ فور إعلان كرواتيا استقلالها في زغرب في 10 أبريل، انضمت المجر إلى الغزو وعبر جيشها إلى يوغسلافيا في اليوم التالي. 

## القوى المعارضة

### تنظيم قوى المحور للحرب
كان الغزو بقيادة الجيش الثاني الألماني مع عناصر من الجيش الثاني عشر ومجموعة بانزر الأولى وفرق بانزر مستقلة مصحوبة بدعم كبير من اللوفتفافه. كان من بين الفرق الألمانية التسعة عشرة، خمس فرق بانزر وفرقتي مشاة آلية وفرقتي حروب جبلية. تضمنت القوى الألمانية أيضًا ثلاث فرق مشاة آلية مجهزة تجهيزًا جيدًا وكانت مدعومة بأكثر من 750 طيارة. تعهد الجيش الإيطالي الثاني والتاسع بما مجموعه 22 فرقة و666 طائرة للعملية. شارك الجيش المجري الثالث أيضًا في الغزو، مع توفر الدعم من أكثر من 500 طائرة.
خلال حرب أبريل، رُمزت مقرات الفوهرر باسم عاصفة الربيع وتضمنت الفوهررسونديرزوج (قطار الفوهرر الخاص) تحت اسم «أمريكا» المتمركز في بلدة ميونيخكيرخين بالإضافة إلى القطار الخاص «أطلس» التابع لعناصر عمليات القوات المسلحة. لم يصل «أطلس» إلى ميونيخكيرخين حتى 11 أبريل، بعد أن كانت العمليات قيد التنفيذ، ولم يصل «أمريكا» حتى اليوم التالي. اختيرت ميونيخكيرخين بسبب وجود نفق مجاور للسكة الحديدية، يمكنه أن يكون ملجأً في حال حدوث هجوم جوي. عاد كلا القطارين إلى برلين في 26 أبريل.
بعد بدء الغزو الإيطالي في الشمال الغربي، انتقل الملك فيكتور إيمانويل الثالث إلى فيلا تملكها عائلة بيرزيو بيرولي في برازاكو، قرب موروتزو، ليكون قريبًا من الخطوط الأمامية.
هاجمت ألمانيا يوغسلافيا من قواعد لها في ثلاث دول: المجر ورومانيا وبلغاريا، إلى جانب قواعد أراضيها. دخلت القوات الألمانية إلى كل واحدة من هذه البلدان تحت مزاعم مختلفة وفي أوقات مختلفة. كانت رومانيا أول بلد يستقبل مهمة عسكرية ألمانية. ظاهريًا لتدريب القوات المسلحة الرومانية، إلا أن الهدف الحقيقي كان حماية مصادر بترول رومانيا والتحضير لهجوم على الاتحاد السوفييتي. دخلت الفيرماخت بلغاريا بحذر أكثر، بدايةً بهدف تأمين دفاع جوي ضد أي قوة تهاجم حقول النفط في رومانيا ولاحقًا بهدف غزو اليونان بدعم من إيطاليا. لم تدخل القوات الألمانية المجر حتى خُطط الهجوم على يوغسلافيا بالفعل وضُمن اشتراك المجر.

#### نشر القوات في رومانيا
اقترح كارول الثاني ملك رومانيا، انطلاقًا من الاحتلال السوفييتي لبيسارابيا وبوكوفينا الشمالية، في رسالة إلى أدولف هتلر في 2 يوليو عام 1940 إرسال ألمانيا لبعثة عسكرية إلى رومانيا. طلبت الحكومة الرومانية في 7 سبتمبر 1940، وهو اليوم التالي لتنحي كارول، أن تُرسل إليها بعثة على وجه السرعة. اتُخذ قرار مساعدة رومانيا في 19 سبتمبر، وطُلب من المجر تأمين عبور الجنود الألمان في 30 سبتمبر. دخلت القوات الأولى إلى رومانيا في 10 أكتوبر. دخلت بوخارست بعد يومين (12 أكتوبر) مع صيحات التحية النازية!. كان التبرير الرسمي لوجود القوات الألمانية هو تدريب الجيش الروماني. نصت توجيهات هتلر للقوات في 10 أكتوبر بأنه «لا بد من تجنب أبسط مظاهر الاحتلال العسكري لرومانيا». في النصف الثاني من أكتوبر، طلب القائد الروماني، يون أنتونيسكو، توسيع نطاق البعثة العسكرية. لبى الألمان الطلب بامتنان، إذ كانت حقول النفط ومصافيه في مدينة بلويشت مهمة لمجهودهم الحربي. كانت رومانيا أيضًا نقطة انطلاق هامة لهجومٍ على الاتحاد السوفييتي، الذي جعل من وجود القوات الألمانية إخلالًا بأحكام اتفاق مولوتوف – ريبنتروب المُوقع في 23 أغسطس 1939.
بحلول منتصف نوفمبر جُمّعت فرقة المشاة الآلية الثالثة عشر في رومانيا، وعُززت بفوج بانزر الرابع، ومهندسين وقوات إشارة، بالإضافة إلى ست مقاتلات وسربي استطلاع تابعان للوفتفافه (القوات الجوية الألمانية)، وبضع مدفعيات مضادة للطائرات. نُقل ما مجموعه سبعون بطارية مدفعية إلى رومانيا. في 23 نوفمبر، وقّعت رومانيا على الاتفاق الثلاثي، في ذلك الوقت أعلمت ألمانيا رومانيا أن مشاركتها غير منتظرة في هجوم على اليونان، بل إن ألمانيا أرادت استخدام أراض رومانية لتأمين قاعدة من أجل هجوم ألماني. في 24 نوفمبر، التقى أنتونيسكو مع فلهلم كايتل، رئيس القيادة العليا للفيرماخت، لمناقشة الدفاع المشترك. نتيجة لهذا الاجتماع، أُرسل فوج بانزر السادس عشر إلى رومانيا في أواخر ديسمبر. تلاه الجيش الثاني عشر ومجموعة بانزر الأولى، إضافة إلى معدات ثقيلة لمد الجسور من أجل العبور المُخطط للدانوب في يناير 1941. بحلول يناير 1941 كان العدد الكلي للجنود الألمان في رومانيا 170,639. تجمعت هذه العناصر من الجيش الثاني عشر والتي كان من المقرر أن تغزو يوغسلافيا من رومانيا، قرب تيميشوارا.
بين نوفمبر 1940 وفبراير 1941 نقلت اللوفتفافه تدريجيًا 135 مقاتلة وطائرة استطلاع إلى رومانيا (في 22 – 26 سرب). في أوائل أبريل 1941 نقلت 600 طائرة أخرى من فرنسا وأفريقيا وصقلية إلى رومانيا وبلغاريا في فترة عشرة أيام. أُرسلت طائرتي المقاتلة والاستطلاع إلى الميادين في أراد وديفا وتورنو سيفيرين. في 12 فبراير قطعت بريطانيا العلاقات الدبلوماسية مع رومانيا بحجة أنها كانت دولة محتلة من قِبل الأعداء.

#### نشر القوات في بلغاريا
وقع حدثان في أوائل نوفمبر 1940 أقنعا هتلر بالحاجة لتمركز القوات، خصوصًا اللوفتفافه، في بلغاريا. كان الحدث الأول تقاريرًا كاذبة بأن البريطانيين كانوا ينشئون مطارًا في جزيرة ليمنوس، يمكنهم منه قصف مدينة بلويشت. كان الحدث الثاني بدء غارات جوية بريطانية قادمة من قواعد يونانية على النقل البحري الإيطالي في 6 نوفمبر. بدأ التخطيط للغزو الألماني على اليونان من بلغاريا في 12 نوفمبر.
اتهم السوفييت (بصورة خاطئة) الألمان بامتلاكهم قوات في بلغاريا المحايدة منذ 13 نوفمبر. في 18 نوفمبر، التقى بوريس الثالث قيصر بلغاريا مع هتلر ووعد بالمشاركة في هجوم على اليونان، لكن في لحظات الهجوم الأخيرة فقط. بعدها بوقت قصير دخل فريق ألماني سري تحت قيادة العقيد كورت زيتزلير بلغاريا لتأسيس مستودعات وقود وترتيب إجراءات إيواء القوات واستكشاف الأراضي. سرعان ما تبعهم المئات من عناصر اللوفتفافه لإنشاء محطات مراقبة جوية. بحلول نهاية ديسمبر كان هناك أكثر من ألف جندي ألماني نشط بملابس مدنية في بلغاريا، رغم استمرار حكومة الأخيرة بإنكار ذلك. نُقلت أيضًا قاذفات قنابل وقاذفات انقضاضية تدريجيًا إلى بلغاريا، بدءًا من نوفمبر. بحلول نهاية مارس 1941، امتلكت اللوفتفافه 355 طائرة في البلاد.
في 17 فبراير 1941، وقعت بلغاريا اتفاقية عدم اعتداء مع تركيا، مما مهد الطريق لانضمامها إلى الاتفاق الثلاثي، الذي وُقع من قِبل رئيس الوزراء بوغدان فيلوف في فيينا 1 مارس. حين سأل إيفان في. بيتروف، عضو الجمعية الوطنية من يابلانيتسا، عن سبب عدم استشارة الجمعية، أشار فيلوف إلى أن الدستور يتطّلب  موافقة برلمانية فقط قبل الموافقة. أُقرّ التوقيع عن طريق التصويت في الجمعية بمئة وأربعين صوتًا مقابل عشرين. عبرت القوات الألمانية الأولى الدانوب من رومانيا في 28 فبراير، قبل يوم من انضمام بلغاريا إلى الاتفاق. عبر القسم الأكبر من الجيش الثاني عشر، بدعم من سلاح الجو الثامن، الدانوب في 2 مارس. رُحب بهم من قِبل السكان المواليين لروسيا، الذين اعتقدوا أن ألمانيا والاتحاد السوفييتي كانوا حلفاء. نُشر الجيش الثاني عشر لهدف وحيد وهو الهجوم على اليونان. بعد تلقي التوجيه رقم 25، المُخطط لغزو يوغسلافيا باتجاه بلغراد في 8 أبريل، أُعيد نشر القوات في ثلاث مجموعات: واحدة على طول الحدود التركية وواحدة على طول الحدود اليونانية وواحدة على طول الحدود اليوغسلافية. أُحضرت وسائل النقل الآلية من رومانيا لتحقيق هذا العمل في بضعة أيام.